# Leszek Dziedzic

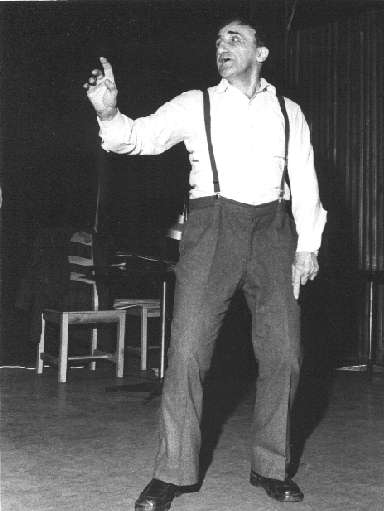
Tadeusz Kantor podczas próby do spektaklu Niech sczezną artyści (1985) Foto: Leszek Dziedzic

Leszek Dziedzic (ur. 28 maja 1931 w Krakowie, zm. 17 sierpnia 2010 tamże) – polski artysta fotograf. Członek rzeczywisty Związku Polskich Artystów Fotografików. Popularyzator historii i zabytków miasta Krakowa.

## Życiorys
Leszek Dziedzic ukończył Gimnazjum im. św. Jacka oraz Państwową Szkołę Przemysłową w Krakowie. Związany z małopolskim oraz świętokrzyskim środowiskiem fotograficznym, mieszkał i pracował w Krakowie – fotografował od 1943 roku.  
W 1968 roku uzyskał tytuł mistrzowski w zawodzie fotografa. W latach 1977–1992 był inicjatorem i współorganizatorem cyklicznego konkursu fotograficznego, którego założeniem było fotografowanie zabytków i życia mieszkańców miasta Krakowa – Ocalić od zapomnienia. Miejsce szczególne w jego twórczości zajmowała m.in. fotografia architektury (w dużej części fotografia zabytków Krakowa), fotografia reportażowa (m.in. dotycząca Krakowa i jego mieszkańców), fotografia pejzażowa oraz fotografia teatralna – od 1983 roku sporządzał fotograficzną dokumentację teatralnej działalności Tadeusza Kantora (zdjęcia z przedstawień teatralnych, portrety aktorów oraz zdjęcia zrobione za kulisami. 
Leszek Dziedzic jest autorem i współautorem wielu wystaw fotograficznych; indywidualnych i zbiorowych. 5 listopada 1978 został przyjęty w poczet członków rzeczywistych Okręgu Krakowskiego Związku Polskich Artystów Fotografików, w późniejszym czasie przeniósł członkostwo do Okręgu Świętokrzyskiego ZPAF. Za twórczość fotograficzną i działalność na rzecz fotografii został uhonorowany Nagrodą Miasta Krakowa – w dziedzinie kultury. Leszek Dziedzic zmarł 17 sierpnia 2010, pochowany 24 sierpnia na Cmentarzu Rakowickim (Wojskowym) w Krakowie(kw. XCVI-21-24).

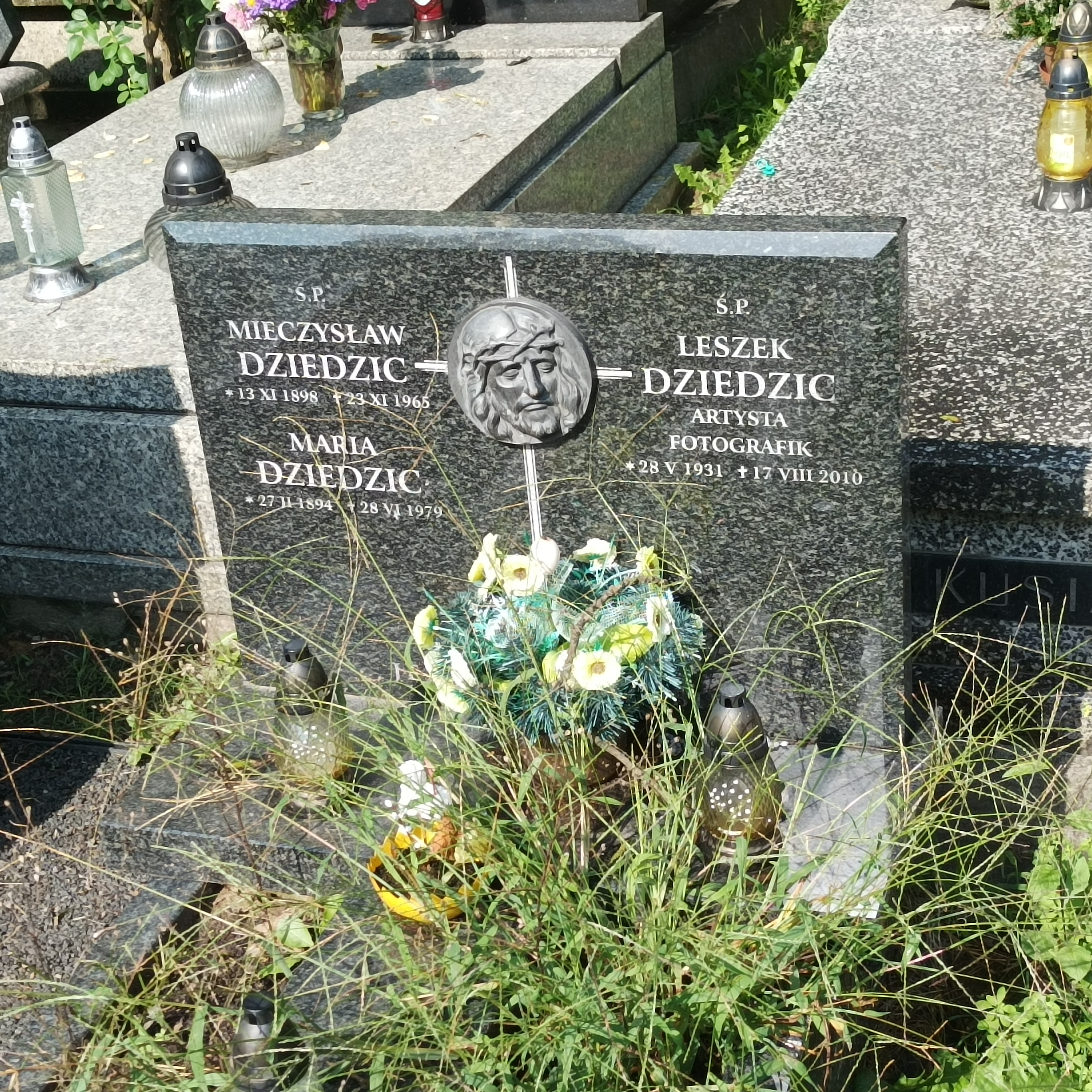
Grób Leszka Dziedzica na cmentarzu wojskowym przy ul. Prandoty w Krakowie

## Odznaczenia
- Złota Odznaka „Za opiekę nad zabytkami”;
- Złota Odznaka Za pracę społeczną dla Miasta Krakowa;
- Odznaka „Honoris Gratia”;

Źródło.